# Утгоф, Виктор Викторович
Виктор Викторович Утгоф (14 июля 1889, Радомская губерния — 11 октября 1930, Массачусетс) — русский морской офицер, военный лётчик, старший лейтенант. Герой Первой мировой войны на Чёрном море. В эмиграции в США.

## Биография
Родился 14 июля 1889 года, происходил из дворян Радомской губернии, православный.

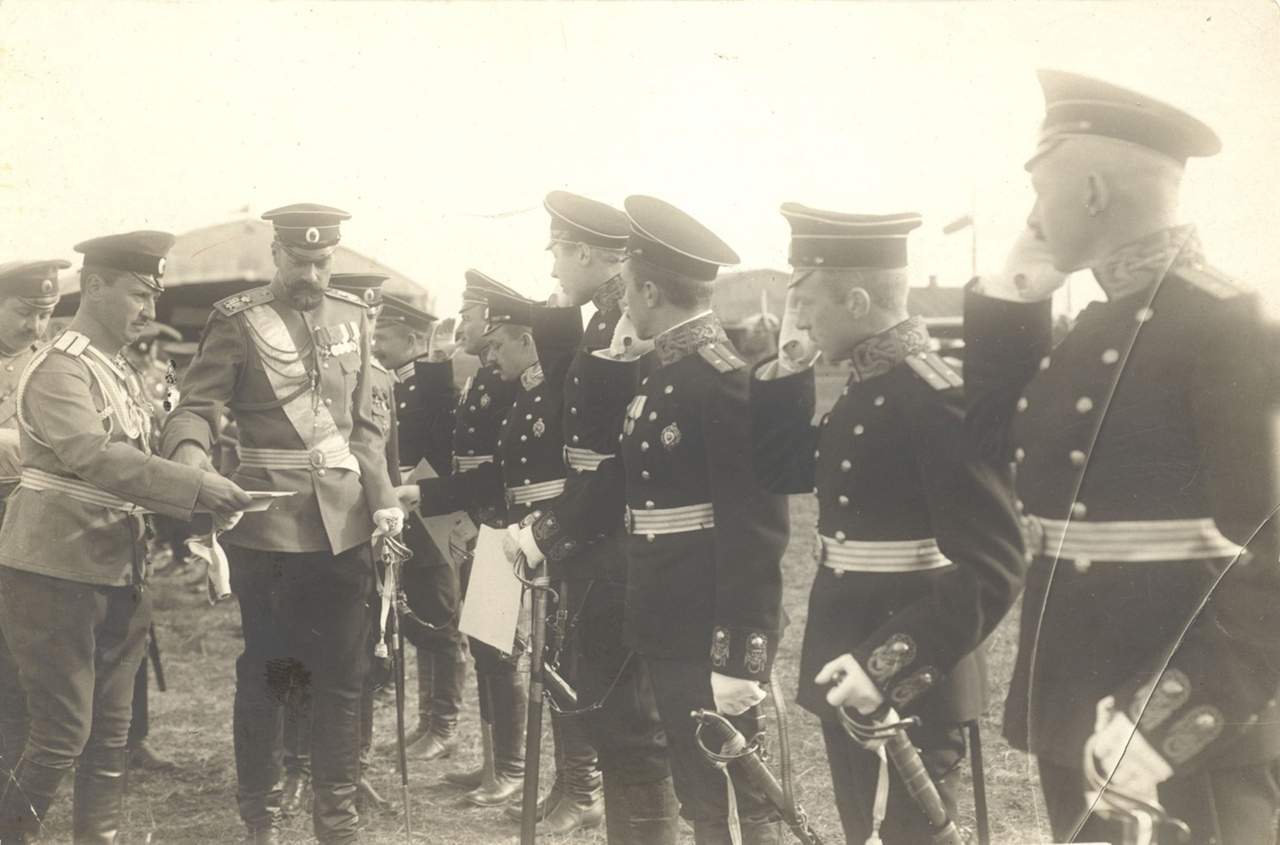
Раздача Е.И.В. Великим Князем Александром Михайловичем аттестатов об окончании Офицерской школы авиации офицерам Черноморского Флота. Кача, 8 ноября 1912 года.
Подпоручик Жуков, лейтенант Вирен Н. Р., поручик Михайлов, мичманы Утгоф В. В., Качинский В. Р.. Эссен, Коведяев Е. Е.

Образование получил в Морском кадетском корпусе, 5 мая 1909 года произведён в гардемарины и 18 апреля 1910 года в мичманы. Из корпуса выпущен 5 мая 1910 года в Черноморский флотский экипаж. 22 апреля 1912 года был командирован в Офицерскую школу авиации Отдела воздушного флота для прохождения краткого курса военных лётчиков и 2 сентября 1912 года сдал экзамен на звание лётчика. 
С 24 декабря 1912 года по 11 мая 1913 года прошёл обучение на Теоретических курсах авиации при Санкт-Петербургском политехническом институте. 
21 августа 1913 года был зачислен в состав экипажа броненосца «Георгий Победоносец», однако уже 1 сентября переведён в службу связи Чёрного моря. 6 декабря 1913 года произведён в лейтенанты и награждён орденом св. Станислава 3-й степени.
После начала Первой мировой войны постоянно участвовал в разведывательных вылетах против турок.  24 ноября 1914 года он в ходе воздушной разведки обнаружил неприятельский лёгкий крейсер «Бреслау». По тревоге были подняты 7 гидросамолётов, которые вынудили крейсер отказаться от обстрела Севастополя и уйти в море.
25 ноября 1914 года был назначен начальником корабельного авиационного отряда «Б-2» Черноморского флота. 19 января 1915 года ему были пожалованы мечи к имеющемуся ордену св. Станислава 3-й степени.
Высочайшим приказом по Морскому ведомству № 446 от 4 июля 1915 года Утгоф был награждён орденом св. Георгия 4-й степени
За то, что: 15-го марта 1915 г., действуя в районе Рива—Анатоли—Фенер, обнаружил батареи, пороховой погреб и сбросил бомбу, попавшую в толпу солдат, стрелявших по аэроплану, а затем под жестоким огнём, видя разрывы шрапнели у аппарата, не отступил от задачи; 16-го марта сего же года над Босфором в тумане, подвергаясь обстрелу, обнаружил выход из пролива турецкого флота с крейсером «Гебен» и заблаговременно предупредил об этом нашу эскадру, что дало возможность последней перестроиться в боевой порядок, а 17-го марта над Зунгулдаком, всё время действуя под неприятельским огнём, сбросил три бомбы, из которых одна попала в здание центральной электрической станции и произвела взрыв её с пожаром.
30 июля 1916 года произведён в старшие лейтенанты и в том же году был награждён французским орденом Почётного легиона.
Летом 1917 года Утгоф был направлен в США в качестве помощника военного агента при российском посольстве. После Октябрьской революции остался в США и занимался организацией поставок авиационного оборудования в Россию для белых армий. Сотрудничал с И. И. Сикорским и в 1923 году предоставил в его распоряжение собственную ферму на острове Лонг-Айленд. Затем поступил на службу в береговую охрану штата Массачусетс унтер-офицером.
11 октября 1930 года, выполняя квалификационный полёт, погиб в аварии. Похоронен на Арлингтонском военном кладбище.
Его сын Вадим служил в ВМФ США, участвовал во Второй мировой войне и Корейской войне, впоследствии был коммодором и заведующим кафедрой Академии ВМФ США.